# سیارک ۶۳۳۰
سیارک ۶۳۳۰ (به انگلیسی: 6330 Koen، نامگذاری:1992FN) شش هزار و سیصد و سیمین سیارک کشف شده‌است که در ۲۳ مارس ۱۹۹۲ کشف شد.
قدر مطلق سیارک برابر ۱۴٫۳۰ است.